# Oderwiesen nördlich Frankfurt
Das ehemalige Naturschutzgebiet Oderwiesen nördlich Frankfurt lag auf dem Gebiet der kreisfreien Stadt Frankfurt (Oder) in Brandenburg.
Das Gebiet mit der Kenn-Nummer 1172 wurde mit Verordnung vom 16. Mai 1990 unter Naturschutz gestellt. 2018 wurde das Naturschutzgebiet mit den benachbarten Naturschutzgebieten Oderberge und Pontische Hänge von Lebus a. d. O. zum Naturschutzgebiet Odertal Frankfurt-Lebus mit Pontischen Hängen.
Das rund 220 ha große Naturschutzgebiet erstreckt sich nördlich der Kernstadt von Frankfurt (Oder)  und östlich und nordöstlich des Frankfurter Ortsteils Kliestow. Westlich verläuft die B 112, am östlichen Rand des Gebietes fließt die Oder und verläuft die Staatsgrenze zu Polen. Es war deckungsgleich mit dem gleichnamigen FFH-Gebiet Oderwiesen nördlich Frankfurt.